# وهان دي موينك
يوهان دي موينك (بالإنجليزية: Johan De Muynck) (ولد في 30 مايو 1948) هو دراج بلجيكي محترف سابق في سباقات الطريق، تنافس بين عامي 1971 و1983.
كان أبرز إنجازاته فوزه بالتصنيف العام في جيرو دي إيطاليا 1978. اشتهر بكونه متسلقًا بارعًا. ومن أبرز مشاركاته في سباقات الجراند تور، كما كان أداؤه قوي في جيرو دي إيطاليا 1976، وأنهى السباق بالمركز الثاني بفارق تسع عشرة ثانية فقط خلف فيليس جيموندي. كما حقق نتائج جيدة في نسخة 1980 ونسخة 1981 من تور دو فرانس، حيث أنهى بالمركزين الرابع والسابع على التوالي.
كان دي موينك آخر بلجيكي يفوز بإحدى سباقات الجراند تور.

## أبرز النتائج[3][4]

### خط زمني لنتائج التصنيف العام في الجراند تور
| سباقات الجراند تور | 1972   | 1973 | 1974 | 1975 | 1976 | 1977   | 1978 | 1979   | 1980 | 1981 | 1982 | 1983   |
| ------------------ | ------ | ---- | ---- | ---- | ---- | ------ | ---- | ------ | ---- | ---- | ---- | ------ |
| فويلتا إسبانيا     | —      | —    | —    | —    | —    | —      | —    | —      | 7    | —    | —    | —      |
| جيرو دي إيطاليا    | —      | 33   | 36   | —    | 2    | انسحاب | 1    | 19     | —    | —    | —    | —      |
| تور دو فرانس       | انسحاب | —    | —    | —    | —    | —      | —    | انسحاب | 4    | 7    | 28   | انسحاب |